# Woodburnodon
Woodburnodon — викопний рід сумчастих мікробіотерійних, скам'янілості якого були знайдені на острові Сеймур, Антарктида. Він жив в еоценову епоху.

## Таксономія
Рід представлений одним видом Woodburnodon casei, який був описаний у 2007 році за скам'янілості, знайденим на Антарктичному півострові. Woodburnodon наразі є єдиним офіційно описаним видом в родині Woodburnodontidae, хоча скам'янілості неідентифікованих ранньоеоценових Woodburnodontidae також були знайдені в Патагонії.

## Опис
Вудбернодон був найбільшим відомим представником порядку мікробіотерії. Він був щонайменше в три або чотири рази більшим, ніж мікробіотерид Pachybiotherium, який оцінюється в 215—312 грамів. Це означає, що Вудбернодон важить приблизно 1 кг.